# Gobiodon quinquestrigatus
Gobiodon quinquestrigatus là một loài cá biển thuộc chi Gobiodon trong họ Cá bống trắng. Loài này được mô tả lần đầu tiên vào năm 1837.

## Từ nguyên
Từ định danh quinquestrigatus được ghép bởi hai âm tiết trong tiếng Latinh: quinque (“năm”) và strigatus (“dải màu”), hàm ý đề cập đến 5 rãnh dọc màu xanh óng ở hai bên đầu của loài cá này.

## Phân bố và môi trường sống
Từ vịnh Nha Trang (Việt Nam), G. quinquestrigatus có phân bố trải dài về phía đông đến Tonga và quần đảo Société, ngược lên phía bắc tới Nam Nhật Bản, xa về phía nam đến Úc và Nouvelle-Calédonie. Ghi nhận của G. quinquestrigatus ở Biển Đỏ là nhầm lẫn với Gobiodon rivulatus. G. quinquestrigatus cũng xuất hiện ở vùng biển Singapore.
G. quinquestrigatus sống hội sinh với san hô nhánh Acropora (đặc biệt là Acropora nasuta), được tìm thấy ở độ sâu đến ít nhất là 70 m.

## Tình trạng phân loại
G. quinquestrigatus có hai kiểu hình được ghi nhận: G. quinquestrigatus theo nghĩa hẹp và G. sp. D (theo Munday và cộng sự (1999)). Các bằng chứng phát sinh chủng loại học cho thấy, G. quinquestrigatus và G. sp. D là hai loài chị em, và tổ tiên chung gần nhất của chúng là chị em với Gobiodon rivulatus. G. sp. D được ghi nhận ở đảo New Britain (Papua New Guinea) và Maldives.

## Mô tả
Chiều dài chuẩn lớn nhất được ghi nhận ở G. quinquestrigatus là 4,5 cm. G. quinquestrigatus thực sự có 5 vạch màu xanh óng trên đầu, và những đường này vẫn còn ở con trưởng thành. Đầu màu nâu cam và phần thân còn lại màu nâu sẫm. Còn G. sp. D có thân màu đỏ, các vạch xanh khá mờ trên đầu và các vây sẫm nâu hơn. G. sp. D có một dải hẹp màu xanh óng dọc theo gốc vây lưng. Đặc điểm này không có, hoặc gần như rất mờ nhạt ở G. quinquestrigatus.
Số gai ở vây lưng: 6–7; Số tia ở vây lưng: 10–11; Số gai ở vây hậu môn: 1; Số tia ở vây hậu môn: 8–9.

## Sinh thái
Thức ăn của G. quinquestrigatus là các loài thủy sinh không xương sống nhỏ và động vật phù du. Một loại độc tố tương tự grammistin đã được phát hiện trên cơ thể G. quinquestrigatus.
G. quinquestrigatus sống theo cặp đơn phối ngẫu. Cá đực chăm sóc trứng trên cành san hô. Ở các cặp G. quinquestrigatus, cá đực lớn hơn cá cái, còn cá cái phát triển nhanh hơn bạn tình cho đến khi đẻ trứng. Loài này lưỡng tính, có khả năng thay đổi giới tính theo cả hai chiều (cá cái sau khi chuyển thành cá đực vẫn có thể quay trở lại thành cá cái).